# Martin Heidegger
Martin Heidegger (ur. 26 września 1889 w Meßkirch, zm. 26 maja 1976 we Fryburgu Bryzgowijskim) – niemiecki filozof; zajmował się głównie zagadnieniami z zakresu fenomenologii, hermeneutyki i egzystencjalizmu. Myśl filozoficzna Heideggera bywa uznawana za jedną z najważniejszych w filozofii XX wieku.

## Życiorys
Studiował na uniwersytecie we Fryburgu m.in. pod kierunkiem Heinricha Rickerta. W roku 1909 wstąpił do nowicjatu Towarzystwa Jezusowego, lecz został z niego zwolniony, prawdopodobnie z powodu kłopotów zdrowotnych (był chory na serce). Po tym wydarzeniu porzucił chrześcijaństwo. Profesorem filozofii został w roku 1928. 23 kwietnia 1933 roku został rektorem Uniwersytetu we Fryburgu i wstąpił do NSDAP, publicznie dając wyraz swego poparcia dla nazizmu. Dokładnie rok później podał się do dymisji, lecz członkiem NSDAP pozostał do 1945.

### Heidegger i nazizm
Heidegger aktywnie wspierał ruch nazistowski już od roku 1931 – m.in. występował publicznie, wygłaszając referaty na wiecach nazistów. Od 1 maja 1933 roku był członkiem NSDAP. Po dojściu nazistów do władzy aktywnie współpracował z gestapo. Zadenuncjował kilku wybitnych pracowników uniwersytetu – w tym m.in. prof. Hermanna Staudingera (późniejszego – za rok 1953 – laureata Nagrody Nobla w dziedzinie chemii), jak też jego byłego studenta i kolegę Eduarda Baumgartena (z którym od 1931 r. pozostawał w ostrym sporze, oskarżając go o „amerykański pragmatyzm”). Obaj jednak pozostali na stanowiskach, głównie dzięki życzliwości innych profesorów, którzy nie nadali biegu donosom. Baumgarten dodatkowo otrzymał kopię donosu od sekretarki, dzięki temu donos Heideggera został upubliczniony i był jedną z podstaw zakazu wykładów po zakończeniu wojny. Inną podstawą były donosy na katolickiego intelektualistę Maxa Müllera czy filologa pochodzenia żydowskiego Eduarda Fraenkla (zmuszonego do opuszczenia kraju).

W listach do swojego brata Fritza z lat 1931-1941 (publicznie ujawnionych w 2014 roku "Czarnych zeszytach") otwarcie pisał o swoim antysemityzmie oraz deklarował fascynację Hitlerem:
„Widać z dnia na dzień, na jak wielkiego męża stanu wyrasta Hitler. Świat naszego narodu i Rzeszy podlega przemianom i każdego, kto ma oczy do patrzenia, uszy do słuchania i serce do działania porywa entuzjazm i ogarnia prawdziwe, głębokie podniecenie – znów mamy wokół siebie wielką rzeczywistość i zarazem wielką presję, aby tę rzeczywistość wbudować w duchowy świat Rzeszy i w tajemne powołanie niemieckiej istoty”. (13 kwietnia 1933 roku)
Do ostatnich dni wojny regularnie opłacał składki członkowskie dla NSDAP. Heidegger głosił tezę, iż sam padł ofiarą Hitlera, o czym wspominał m.in. w liście do Jaspersa z roku 1950, jak też w korespondencji z Hannah Arendt po roku 1950. Twierdził jednak także, że inspiracją dla jego zaangażowania w politykę nazistów miały być jego poglądy filozoficzne. W nazizmie widział ratunek przed dwoma zagrożeniami współczesnej cywilizacji: amerykanizacją i sowietyzacją. W ramach programu denazyfikacji Heidegger otrzymał zakaz nauczania trwający do nabycia praw do emerytury w 1951 roku.

### Związek z Hannah Arendt
W latach 1925–1930 miał romans z Hannah Arendt. Zaangażowanie filozofa w nazizm było jedną z przyczyn rozpadu ich związku oraz wyjazdu Arendt (będącej pochodzenia żydowskiego) z Niemiec. Zafascynowana umysłem filozofa Arendt wznowiła z nim kontakty po roku 1950 – przetrwały one aż do jej śmierci w roku 1975. Związek z Heideggerem miał wpływ nie tylko na życie osobiste Arendt, ale także na jej filozofię.

## Poglądy

### Wczesny Heidegger

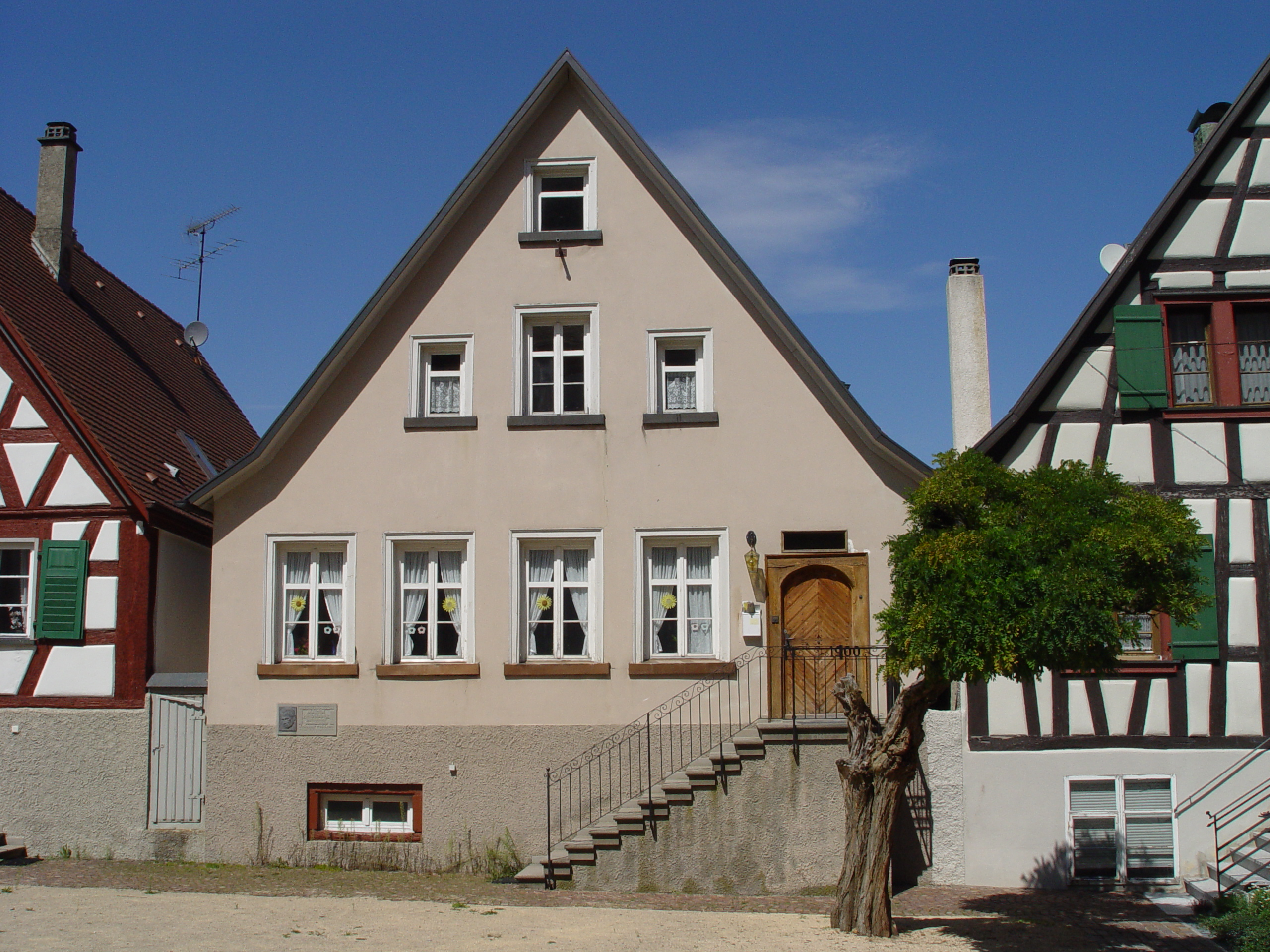
Mesmerhaus w Meßkirch, gdzie dorastał Heidegger

Za najważniejsze dzieło Heideggera uznaje się Bycie i czas (niem. Sein und Zeit) z roku 1927. Heidegger zajmuje się w nim, określanym przez siebie jako fundamentalne, pytaniem o sens bycia i analizą ontologiczną ludzkiego bycia (jestestwa, Dasein).
Myśl Heideggera nieustannie ewoluowała motywowana pragnieniem jak najlepszego naświetlenia problemu bycia. Rozwój ten, konfrontując stanowisko Heideggera z tradycją filozofii europejskiej, doprowadził go do przekonania, iż techniczny język filozofii nie jest w stanie zdać w istocie sprawy z tego, co od początku chciał wyrazić. Potrzeba kreacji własnego języka zaowocowała całą gamą nowych metaforycznych terminów o rozmyślnie poetyckiej wręcz sile wyrazu.
Upraszczając, można wyróżnić wczesny i późny etap filozofii Heideggera. Głównym dziełem pierwszego okresu jest Bycie i czas, w którym sformułowany został zasadniczy rdzeń jego myśli. Dalsza droga Heideggera jest właściwie próbą jak najbardziej adekwatnego wyrażenia problemów zarysowanych w tym dziele.
W wielkim uproszczeniu problematyka Bycia i Czasu przedstawia się następująco:

#### Różnica ontologiczna – byt i bycie
Jądro filozofii Heideggera stanowi problem bycia (das Sein). Podczas gdy tradycyjna ontologia koncentrowała swoje wysiłki wokół bytu, dla Heideggera kluczowym zagadnieniem pomijanym właściwie przez dotychczasową filozofię jest kwestia bycia tegoż bytu. Zadaniem nowej (według określenia Heideggera: „fundamentalnej”) ontologii ma być zatem naświetlenie zapoznanego zagadnienia bycia. Rozróżnienie między bytem a byciem to tzw. różnica ontologiczna.
Bycie dla Heideggera to egzystencja (to wyróżnia człowieka od pozostałych bytów). Swoim życiem człowiek daje już jakąś odpowiedź, ale nie zdaje sobie z tego sprawy. Stąd kierowanie uwagi na to, co jest wokół (ludzie, rzeczy). Bycie bytu jest wolą. Każdy byt jest bytem woli. Podstawą bytu z kolei jest bycie. Bycie wyzwala byt w ryzyko (bycie to ryzykowanie), które opiera się na woli. Od nas samych zależy, jak postąpimy w danej sytuacji (ryzyku). Trzeba też pamiętać, iż byt jako zaryzykowany, położony jest na „wadze”. Całość wiąże się z problematyką bycia lub nie bycia w „otwartym”. „Otwarte”, jako pojęcie, w którym człowiek nie funkcjonuje. Termin ten jest dla zwierząt i roślin, bo nie zdają sobie z tego sprawy. Zatem „otwarte” jest tym, co nie zastanawia (bo nie grozi).

#### Dasein i egzystencja
Punktem wyjścia dla ontologicznych analiz Heideggera jest pewien szczególny byt określany przez niego jako Dasein. Nazwa ta nie stanowi jedynie etykietki, lecz jest pełną metaforycznych odniesień konstrukcją, która w założeniu autora ma w jednym słowie kumulować rezultat złożonych analiz bytu, do którego się odnosi. Z tego też względu jednoznaczne oddanie tego terminu w innym języku jest właściwie niemożliwe. W polskiej tradycji przyjęło się kilka tłumaczeń: jestestwo, przytomność, bycie-tu-oto, jawnobycie, obecność.
W wielkim uproszczeniu, można przyjąć, że Dasein to człowiek. Należy pamiętać jednak, że zestawienie to ma jedynie ułatwić zrozumienie o czym mowa, a stawianie znaku równości pomiędzy tymi terminami jest absolutnym błędem.
Dasein to byt, który jest w taki sposób, że odnosi się do bycia, ujawnia ukryte niejako „za” bytem bycie. Innymi słowy przekracza byt w kierunku bycia. Ten specyficzny sposób bycia, który jest dany Dasein, Heidegger określa słowem „egzystencja”. Jako że Dasein jest punktem wyjścia analizy Heideggera, nosi ona miano analizy egzystencjalnej.

#### Bycie-w-świecie
Egzystując, Dasein zakreśla niejako horyzont, na którym może pojawić się byt. Ściślej mówiąc, Dasein egzystując, sprawia, że byt uobecnia się. W każdym momencie Dasein „odnajduje się” już wobec bytu, czyli, upraszczając, jest-już-w-świecie. Wynika z tego, że Dasein i byt wewnątrzświatowy (czyli po prostu rzeczywistość, która go otacza) nie są od siebie niezależne – są jedynie dwoma elementami struktury określanej przez Heideggera jako bycie-w-świecie. Nie ma żadnego „obiektywnego” świata istniejącego bez Dasein i nie ma Dasein jako czystej formy bycia bez świata.

#### Możliwość i faktyczność
Skoro nie istnieje żaden obiektywny byt uprzedni w stosunku do Dasein, skoro to Dasein uobecnia dopiero byt – to samo spotkanie z bytem nie jest z góry w żaden sposób określone, może odbyć się tak lub inaczej. Ten aspekt egzystencji nosi nazwę możliwości. Dasein może być w taki lub inny sposób. Sam projektuje bycie tego, co jest (a tym samym i swoje własne). Nie oznacza to jednak, że Dasein jest „wolny”, że może stać się, kim chce, w świecie stworzonym według własnej woli. Tradycyjnie rozumiane pojęcia wolności, woli, tworzenia są tutaj zupełnie niewłaściwe. Dasein, egzystując, zawsze równocześnie projektuje, egzystuje jako projektujący i w każdym momencie jest-już-w-jakimś-świecie. Sytuacja ta nie jest w żaden sposób pochodną jego woli, lecz stanowi narzucony mu sposób bycia. Innymi słowy egzystencja nie jest przedmiotem jego wyboru – zawsze już odnajduje się „rzucony” w nią. Oto co Heidegger nazywa faktycznością.
Możliwość i faktyczność to dwie strony egzystencji. Z jednej strony jest ona zawsze niedokonana, nieokreślona z góry, z drugiej stanowi sytuację, w którą Dasein jest już w każdym momencie „rzucony”.

#### Egzystencja autentyczna i nieautentyczna
Pojęta jako jedność możliwości i faktyczności egzystencja przesądza o tym, że swojego bycia Dasein nie może oprzeć na żadnym zastanym bycie. Będąc zawsze otwartym i niezakończonym, musi nieustannie projektować, czyli wykraczać poza zastany byt w nieznanym kierunku, wiedziony jedynie swoim byciem. Wykraczać w kierunku bycia. Jednak bycie nie jest czymś. Jest byt, natomiast bycie stanowi jego warunek możliwości, horyzont na którym byt może się ujawnić. W tym sensie bycie nie jest bytem. Jest więc nie-bytem, nicością.
A zatem Dasein, przekraczając byt w kierunku bycia, wykracza w nicość. Staje w obliczu nagiego faktu, że jest, że nie może oprzeć się na niczym, że otaczający go byt jest tylko kruchą nieistotną strukturą przesłaniającą jego rozwijające się w nicości bycie i w końcu, że śmierć jako ostateczna i nieprzekraczalna możliwość bycia będzie jego nieodwołalnym kresem. Bycie Dasein okazuje się zatem byciem-ku-śmierci.
Odkrycie tego stanu rzeczy wywołuje trwogę (Angst), skłaniającą Dasein do ucieczki w stan określany przez Heideggera jako upadanie (Verfallen). Upadanie charakteryzuje się niemal całkowitym zapomnieniem bycia i skupieniem uwagi na bycie wewnątrzświatowym, który jawi się teraz jako niezależny od Dasein.
W upadaniu Dasein jest niejako oszołomiony światem, który wydaje mu się swojski, w którym zawsze znajduje swoje miejsce, oparcie i uzasadnienie. Nie oznacza to bynajmniej, że trwoga została całkowicie zażegnana. W istocie istnieje ona zawsze w cieniu, zmuszając Dasein do ciągłej ucieczki.
Upadanie jako sposób bycia Dasein Heidegger określa jako egzystencję nieautentyczną, to znaczy taką, która zapoznaje sens bycia. Nie znaczy to, że jest ona czymś nagannym i godnym pożałowania. Wręcz przeciwnie, stanowi ona naturalną i pierwotną kondycję Dasein, z której może się on dopiero wyzwolić, wkraczając na drogę egzystencji autentycznej, czyli takiej, która oświetli właściwy sens jego bycia i sens bycia w ogóle.

#### Troska
Ujmując egzystencję Dasein jako całość, Heidegger opisuje ją następującą formułą: „Bycie-już-przed-sobą-w-(świecie) jako bycie-przy (napotkanym wewnątrz świata bycie)”. Formuła ta stanowi podsumowanie tego co zostało dotychczas powiedziane, a mianowicie: sposób bycia Dasein można określić jako projektowanie, w każdym momencie Dasein projektuje wybiegając poza to, co jest. Innymi słowy zawsze jest już czymś (projektem), czym jeszcze nie jest, zawsze jest-już-przed-sobą. Na tym polega możliwościowy aspekt egzystencji.
Jednak równocześnie zawsze jest-już-w-świecie, czyli w określonych warunkach, w które jest rzucony – Ten aspekt jego bycia to faktyczność. I w końcu w upadaniu odwraca się od bycia, a jego uwaga jest całkowicie skupiona na otaczającej go rzeczywistości (bycie wewnątrzświatowym), czyli „jest-przy (napotkanym wewnątrz świata bycie)”.
Ujęta w ten sposób całościowa struktura egzystencji Dasein nosi nazwę troski (Sorge).

#### Czasowość
Możliwość jako aspekt egzystencji jest do pomyślenia jedynie w kontekście przyszłości. Przyszłość konstytuuje ją jako wiecznie niezakończone otwarcie. Z kolei faktyczność jako odnajdywanie się już w czymś z góry danym, staje się możliwa w kontekście przeszłości. W końcu bycie-w-świecie jako projektowanie spotkania z bytem ewokuje wymiar współczesności. W ten sposób wychodzi na jaw, że podstawę egzystencji ujętej całościowo jako troska stanowi wymiar czasu zwany przez Heideggera czasowością.
Przyszłość i przeszłość nie stanowią tu jednak jakiegoś zbioru mających nadejść bądź też minionych wydarzeń. To jak gdyby integralne elementy struktury zwanej egzystencją. Elementy wytwarzające napięcie, dzięki któremu na jaw może dopiero wyjść współczesność, a więc dzięki któremu Dasein może cokolwiek napotkać. Współczesność, a więc także to co każdorazowo jest, stanowi jedynie pochodną momentów struktury czasowości leżącej u podstaw fenomenu bycia. Czasowość leży zatem u podstaw egzystencji Dasein ujętej jako troska.

### Późny Heidegger

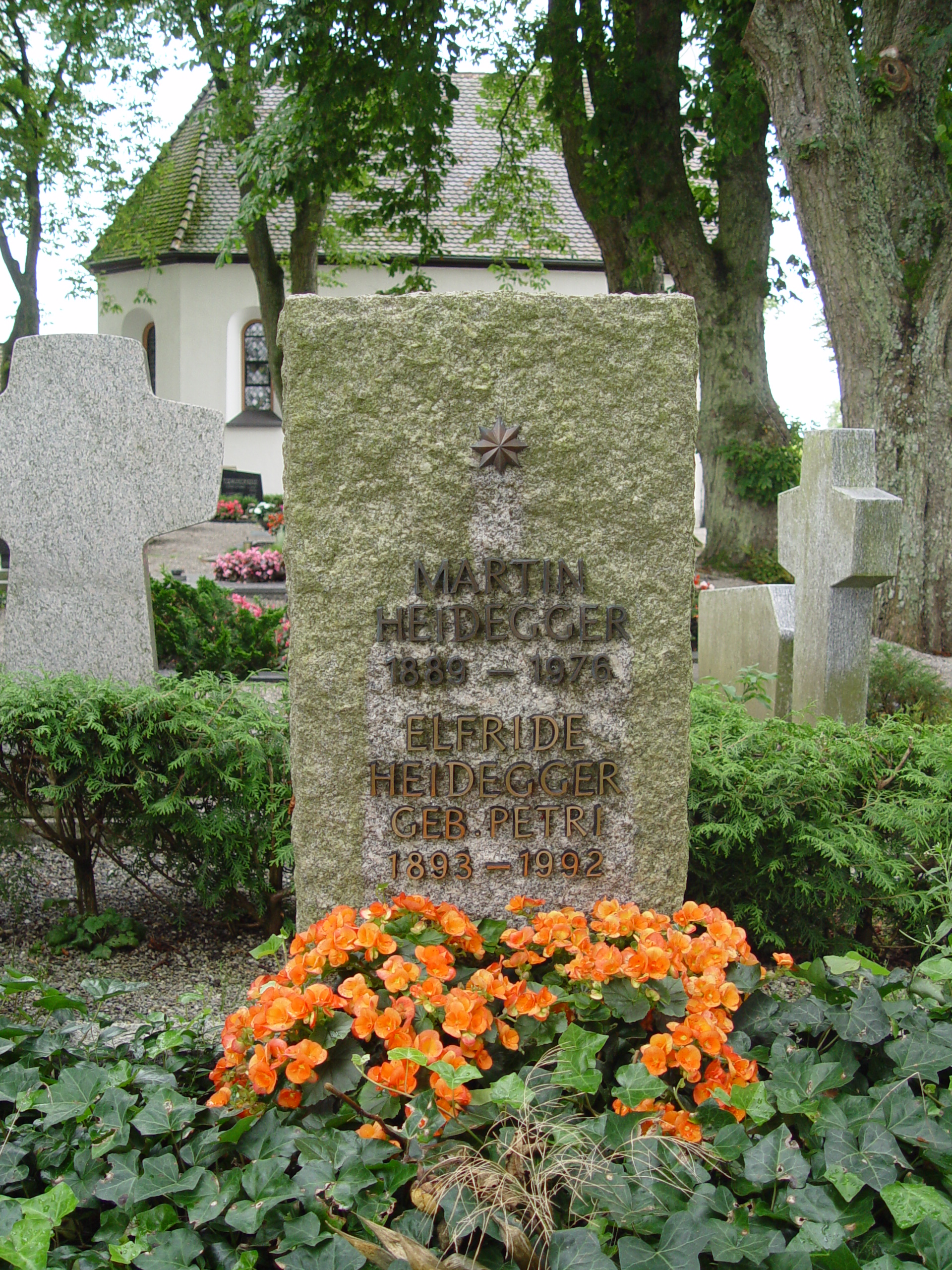
Grób Martina Heideggera w Meßkirch

Mianem „późnego Heideggera” określa się czas, w którym powstały przede wszystkim Znaki drogi - zbiór esejów, których głównym zadaniem jest próba odpowiedzenia na pytanie o bycie nie z punktu widzenia Dasein lecz samego bycia. Stąd w tekstach sporo metafor, aluzji, interpretacji poetyckich. Wymieniony zbiór zawiera także jeden z ważniejszych tekstów Heideggera - List o "Humanizmie". W nim Autor rozróżnia essentia, existentaia od Ek-sistentia. Tylko to ostatnie przynależy do człowieka, pozwala mu odsłonić bycie i tym samym przynależy do Dasein. To wszystko określa podstawy tego co rozumie się przez egzystencjalizm. Nie istnieje egzystencjalizm - taki, jakim rozumie go Heidegger - poza byciem, poza różnicą ontologiczną i czasowością.
Niemniej pomimo usilnych starań, aby pod koniec życia nakreślić czym w swej istocie jest bycie, Heidegger co rusz musiał odwoływać do metafory - metafory prześwitu. Prze-świt to coś, co jest w swej etymologii zapowiada jasność, świt ale nim jeszcze nie jest. Niemniej ta zapowiedź daje pewne wskazówki do szukania. Droga którą człowiek podąża nie wiedzie - jak sądził Heidegger jeszcze za czasów Bycia i czasu, ku byciu - lecz bycie poprzez swój prze-świt rozjaśnia samą drogę. Jest niejako towarzyszem człowieka. Stąd też pod koniec życia Heideggera z różnych stron padały pytania o to, czy tak nakreślone bycie nie jest Bogiem lub przynajmniej nie nosi znamion bóstwa. Autor Znaków drogi jednak zawsze i konsekwentnie zaprzeczał.

## Publikacje
- Budować, mieszkać, myśleć. Eseje wybrane. przeł. K. Michalski, K. Pomian, M.J. Siemek, J. Tischner, K. Wolicki, Warszawa 1977.
- Co zwie się myśleniem?, przeł. J. Mizera, Warszawa 2000.
- Drogi lasu, przeł. J. Gierasimiuk, Warszawa 1997.
- Fenomenologia życia religijnego, przeł. G. Sowinski, Kraków 2002.
- Hölderlin i istota poezji. przeł. K. Michalski [w:] Teoria badań literackich za granicą. Red. S. Skwarczyńska T. 2, cz.2, Warszawa 1977, s. 185-199.
- Identyczność i różnica, przeł. J.Mizera, Warszawa 2010.
- Kant a problem metafizyki, przeł. B. Baran, Warszawa 1989.
- Ku rzeczy myślenia, przeł. K. Michalski, J. Mizera, C. Wodziński, Warszawa 1999.
- Nietzsche, t.1-2, przeł. A Gniazdowski, P. Graczyk, W. Rymkiewicz, W. Werber, C. Wodziński, Warszawa 1998.
- Objaśnienia do poezji Hölderlina, przeł. B. Baran, Warszawa 2005.
- Odczyty i rozprawy, przeł. J. Mizera, Warszawa 2007.
- Podstawowe problemy fenomenologii, przeł. B. Baran, Warszawa 2009.
- Przyczynki do filozofii. z wydarzania. przeł. B. Baran, J. Mizera, Kraków 1996.
- Technika i zwrot, przeł. J. Mizera, Kraków 2002.
- W drodze do języka, przeł. J. Mizera, Warszawa 2007.
- Wprowadzenie do metafizyki, przeł. R. Marszałek, Warszawa 2000.
- Wyzwolenie, przeł. J. Mizera, Warszawa 2001.
- Zasada racji, przeł. J. Mizera, Kraków 2001.
- Znaki drogi, przeł. S. Blandzi, Warszawa 1995.
- Podstawowe zagadnienia filozofii, przeł. W. Rymkiewicz, Warszawa 2017